# Sandro Cuomo
Sandro Cuomo, né le 21 octobre 1962 à Naples, est un escrimeur italien, pratiquant l'épée.
Après avoir été médaillé de bronze avec l'équipe italienne lors des Jeux olympiques de 1984, puis quatrième en individuel et en compétition par équipe lors de l'édition suivante, il devient champion olympique lors des   Jeux olympiques de 1996 à Atlanta.